# Konflikt kulturowy
Konflikt kulturowy – wrogość, niechęć lub walka pomiędzy oddziałującymi na siebie zbiorowościami o odmiennych kulturowo sposobach życia, przeważnie wynikających z miejsca pochodzenia. Podczas konfliktu kulturowego pojawia się efekt obronny, zagrożona lub zaatakowana kultura zaczyna mocniej określać swoją specyfikę.